# Carlin Motorsport

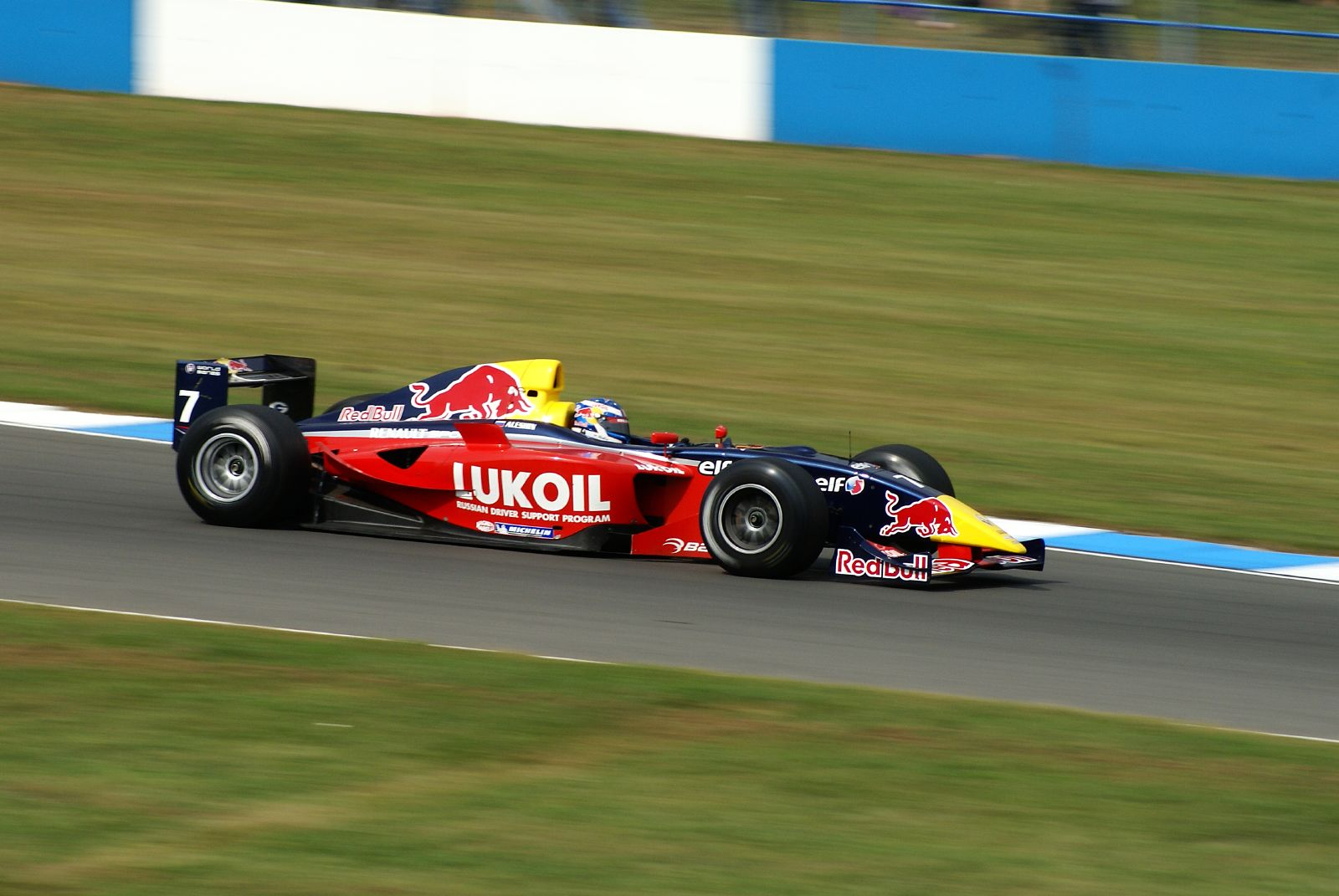
Mikhaïl Aleshin (2007)

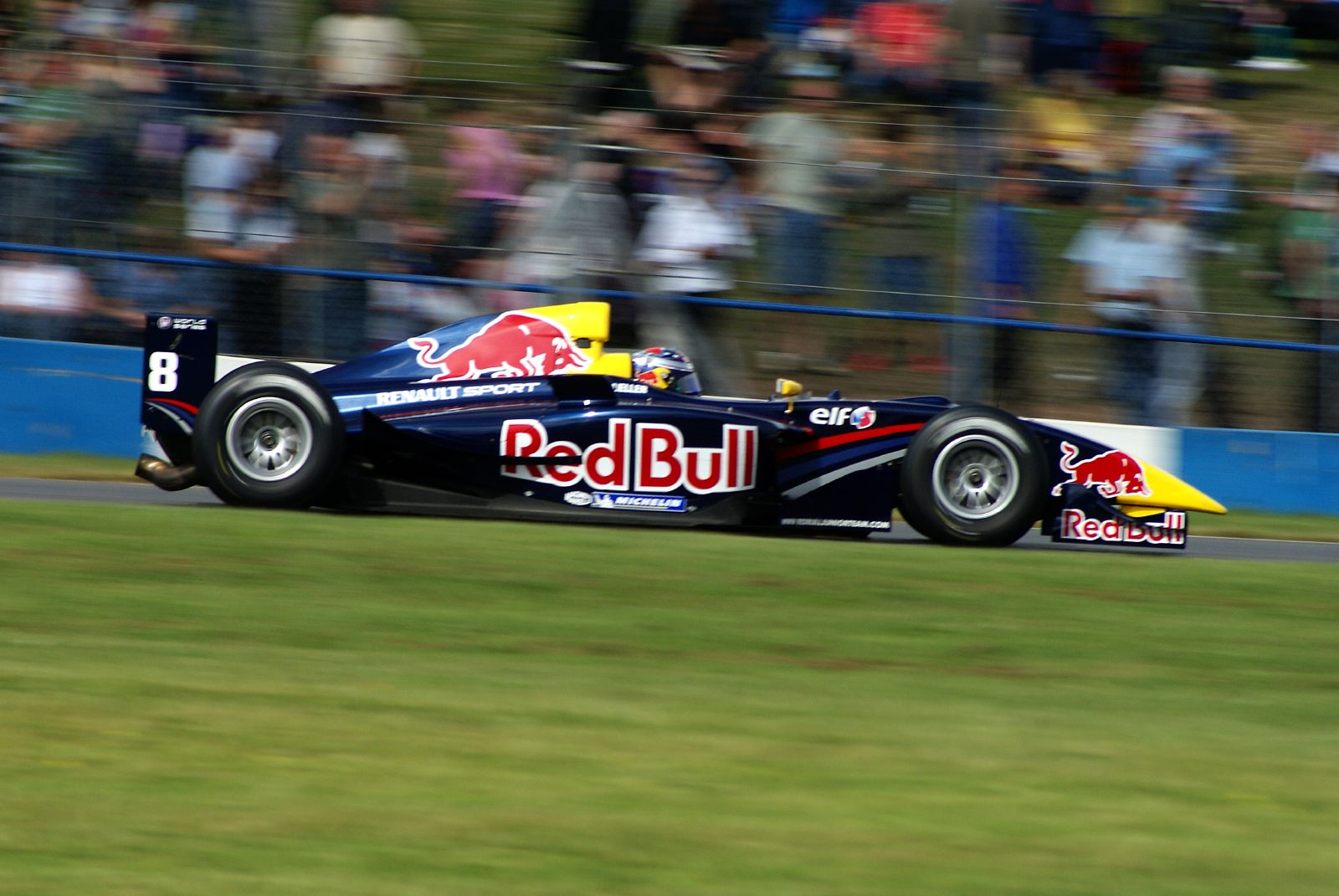
Michael Ammermüller (2007)

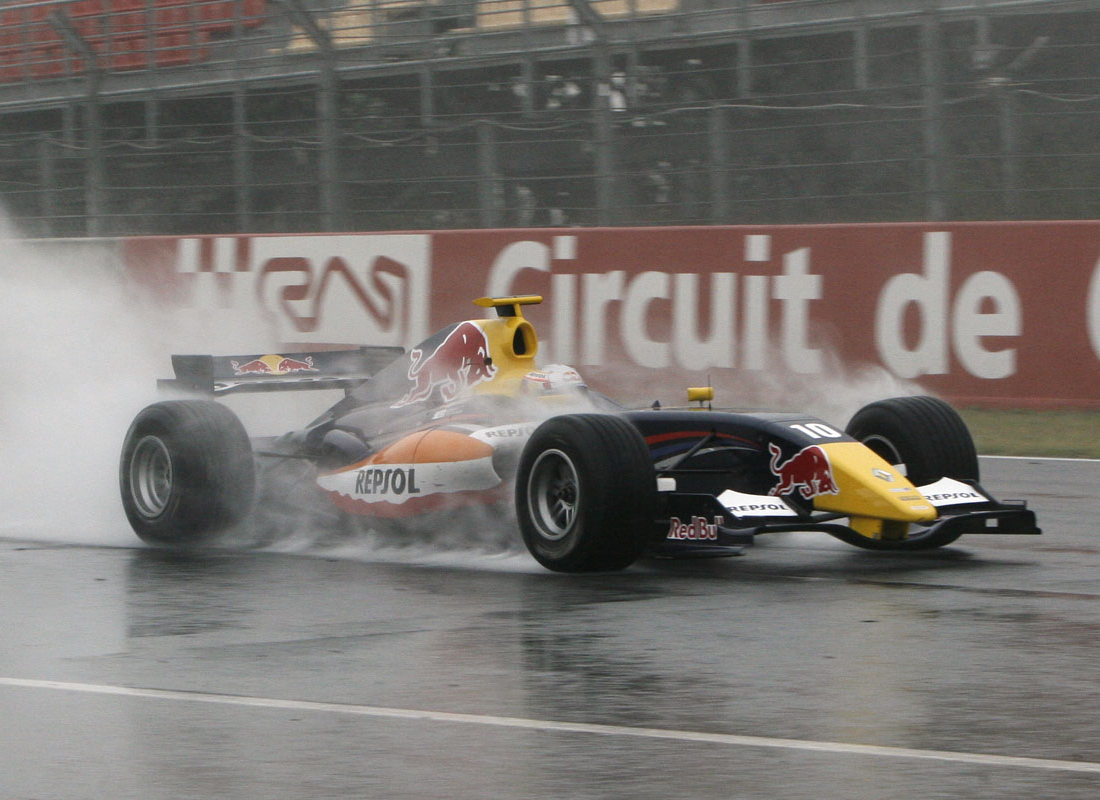
Jaime Alguersuari (2008)

Carlin Motorsport est une écurie de sport automobile britannique. Elle a été fondée par Trevor Carlin et Martin Stone en 1996. Basée à Farnham, dans le Surrey, elle participe actuellement aux championnats de Formule 2 et Formule 3, ainsi qu'au Championnat de Grande-Bretagne de Formule 3. L'écurie a participé dans le passé au World Series by Renault, au GP2 Series, au GP3 Series et à l'Euroformula Open.
En 2009, après avoir été rachetée par Capsicum Motorsport Ltd., une compagnie mise sur pied par Graham Chilton, le père du pilote Max Chilton, Carlin Motorsport a été rebaptisée « Carlin ».
En 2024, l'équipe devient Rodin Motorsport et devient titulaire d'une licence néo-zélandaise[réf. nécessaire].

## Historique
Elle a révélé plusieurs pilotes, comme Jaime Alguersuari, Daniel Ricciardo, Jean-Éric Vergne, Brendon Hartley, Oliver Turvey, ou encore Sebastian Vettel.

## Palmarès
- Championnat d'Europe de Formule 3 : vainqueur du classement pilote en 2001 avec Anthony Davidson
- Grand Prix de Pau : Anthony Davidson (2001)
- Grand Prix de Macao de Formule 3 : vainqueur du classement pilote en 2001 avec Takuma Satō

- Championnat de Grande-Bretagne de Formule 3
  - Neuf fois vainqueur du classement pilote : Takuma Satō (2001), Alan van der Merwe (2003), Álvaro Parente (2005), Jaime Alguersuari (2008), Daniel Ricciardo (2009), Jean-Éric Vergne (2010), Felipe Nasr (2011), Jack Harvey (2012) et Jordan King (2013)
  - Neuf fois vainqueur du classement par équipes : 2001, 2003, 2005, 2008, 2009, 2010, 2011, 2012 et 2013

- World Series by Renault : vainqueur du classement pilote en 2010 avec Mikhaïl Aleshin puis des classements écurie et pilote en 2011 avec Robert Wickens (1er) et Jean-Éric Vergne (2e).

## Résultats en Formule 2
| Saison | Voiture            | Pilotes             | GP disputés | Victoires | Pole positions | Records du tour | Podiums | Points inscrits | Classement pilote | Classement équipe |
| ------ | ------------------ | ------------------- | ----------- | --------- | -------------- | --------------- | ------- | --------------- | ----------------- | ----------------- |
| 2018   | Dallara-Mecachrome | Sérgio Sette Câmara | 22          | 0         | 1              | 1               | 8       | 164             | 6e                | Champion          |
| 2018   | Dallara-Mecachrome | Lando Norris        | 24          | 1         | 1              | 1               | 9       | 219             | 2e                | Champion          |
| 2019   | Dallara-Mecachrome | Louis Delétraz      | 22          | 0         | 0              | 0               | 3       | 92              | 8e                | 4e                |
| 2019   | Dallara-Mecachrome | Nobuharu Matsushita | 22          | 2         | 1              | 2               | 5       | 144             | 6e                | 4e                |
| 2020   | Dallara-Mecachrome | Yuki Tsunoda        | 24          | 3         | 4              | 1               | 7       | 200             | 3e                | 3e                |
| 2020   | Dallara-Mecachrome | Jehan Daruvala      | 24          | 1         | 0              | 1               | 2       | 72              | 12e               | 3e                |
| 2021   | Dallara-Mecachrome | Dan Ticktum         | 23          | 2         | 0              | 1               | 7       | 159,5           | 4e                | 3e                |
| 2021   | Dallara-Mecachrome | Jehan Daruvala      | 23          | 2         | 0              | 1               | 5       | 113             | 7e                | 3e                |
| 2022   | Dallara-Mecachrome | Liam Lawson         | 28          | 4         | 0              | 3               | 10      | 149             | 3e                | 2e                |
| 2022   | Dallara-Mecachrome | Logan Sargeant      | 28          | 2         | 2              | 0               | 4       | 148             | 4e                | 2e                |
| 2023   | Dallara-Mecachrome | Zane Maloney        | 26          | 0         | 0              | 1               | 4       | 96              | 10e               | 3e                |
| 2023   | Dallara-Mecachrome | Enzo Fittipaldi     | 26          | 1         | 0              | 0               | 5       | 124             | 7e                | 3e                |
| 2024   | Dallara-Mecachrome | Zane Maloney        | 26          | 2         | 1              | 0               | 7       | 140             | 4e                | 8e                |
| 2024   | Dallara-Mecachrome | Ritomo Miyata       | 28          | 0         | 0              | 2               | 0       | 31              | 19e               | 8e                |
| 2025   | Dallara-Mecachrome | Amaury Cordeel      |             |           |                |                 |         |                 | e                 | e                 |
| 2025   | Dallara-Mecachrome | Alex Dunne          |             |           |                |                 |         |                 | e                 | e                 |

## Résultats en Formule 3

### Résultats en Formule 3 FIA
| Saison | Voiture            | Pilotes             | GP disputés | Victoires | Pole positions | Records du tour | Podiums | Points inscrits | Classement pilote | Classement équipe |
| ------ | ------------------ | ------------------- | ----------- | --------- | -------------- | --------------- | ------- | --------------- | ----------------- | ----------------- |
| 2019   | Dallara-Mecachrome | Teppei Natori       | 16          | 0         | 0              | 0               | 0       | 1               | 24e               | 9e                |
| 2019   | Dallara-Mecachrome | Felipe Drugovich    | 16          | 0         | 0              | 0               | 0       | 8               | 16e               | 9e                |
| 2019   | Dallara-Mecachrome | Logan Sargeant      | 16          | 0         | 0              | 0               | 0       | 5               | 19e               | 9e                |
| 2020   | Dallara-Mecachrome | Clément Novalak     | 18          | 0         | 0              | 2               | 2       | 45              | 12e               | 8e                |
| 2020   | Dallara-Mecachrome | Cameron Das         | 18          | 0         | 0              | 0               | 0       | 0               | 25e               | 8e                |
| 2020   | Dallara-Mecachrome | David Schumacher    | 6           | 0         | 0              | 0               | 0       | 0               | 26e               | 8e                |
| 2020   | Dallara-Mecachrome | Enaam Ahmed         | 6           | 0         | 0              | 0               | 0       | 0               | 32e               | 8e                |
| 2020   | Dallara-Mecachrome | Ben Barnicoat       | 4           | 0         | 0              | 0               | 0       | 1               | 22e               | 8e                |
| 2020   | Dallara-Mecachrome | Leonardo Pulcini    | 2           | 0         | 0              | 0               | 0       | 0               | 33e               | 8e                |
| 2021   | Dallara-Mecachrome | Ido Cohen           | 20          | 0         | 0              | 0               | 0       | 0               | 25e               | 10e               |
| 2021   | Dallara-Mecachrome | Kaylen Frederick    | 14          | 0         | 0              | 0               | 0       | 2               | 22e               | 10e               |
| 2021   | Dallara-Mecachrome | Jonny Edgar         | 20          | 0         | 0              | 0               | 0       | 23              | 18e               | 10e               |
| 2022   | Dallara-Mecachrome | Zak O'Sullivan      | 18          | 0         | 1              | 1               | 1       | 54              | 11e               | 7e                |
| 2022   | Dallara-Mecachrome | Brad Benavides      | 18          | 0         | 0              | 0               | 0       | 3               | 23e               | 7e                |
| 2022   | Dallara-Mecachrome | Enzo Trulli         | 18          | 0         | 0              | 0               | 0       | 0               | 34e               | 7e                |
| 2023   | Dallara-Mecachrome | Oliver Gray         | 18          | 0         | 0              | 0               | 0       | 0               | 29e               | 10e               |
| 2023   | Dallara-Mecachrome | Ido Cohen           | 18          | 0         | 0              | 0               | 0       | 2               | 24e               | 10e               |
| 2023   | Dallara-Mecachrome | Hunter Yeany        | 10          | 0         | 0              | 0               | 0       | 0               | 31e               | 10e               |
| 2023   | Dallara-Mecachrome | Max Esterson        | 4           | 0         | 0              | 0               | 0       | 0               | 35e               | 10e               |
| 2023   | Dallara-Mecachrome | Francesco Simonazzi | 4           | 0         | 0              | 0               | 0       | 0               | 27e               | 10e               |
| 2024   | Dallara-Mecachrome | Callum Voisin       | 20          | 1         | 1              | 1               | 2       | 67              | 12e               | 8e                |
| 2024   | Dallara-Mecachrome | Piotr Wiśnicki      | 20          | 0         | 0              | 1               | 0       | 10              | 23e               | 8e                |
| 2024   | Dallara-Mecachrome | Joseph Loake        | 20          | 0         | 0              | 1               | 0       | 8               | 26e               | 8e                |
| 2025   | Dallara-Mecachrome | Callum Voisin       |             |           |                |                 |         |                 | e                 | e                 |
| 2025   | Dallara-Mecachrome | Louis Sharp         |             |           |                |                 |         |                 | e                 | e                 |
| 2025   | Dallara-Mecachrome | Roman Bilinski      |             |           |                |                 |         |                 | e                 | e                 |

### Championnat du Royaume-Uni de Formule 3 (GB3)
| Saison | Voiture                 | Pilotes          | GP disputés | Victoires | Pole positions | Records du tour | Podiums | Points inscrits | Classement pilote | Classement équipe |
| ------ | ----------------------- | ---------------- | ----------- | --------- | -------------- | --------------- | ------- | --------------- | ----------------- | ----------------- |
| 2024   | Tatuus-Cosworth MSV-022 | Louis Sharp      | 23          | 5         | 5              | 1               | 10      | 478             | 1er               | Champion          |
| 2024   | Tatuus-Cosworth MSV-022 | Arthur Rogeon    | 23          | 3         | 0              | 1               | 4       | 258             | 8e                | Champion          |
| 2024   | Tatuus-Cosworth MSV-022 | Ugo Ugochukwu    | 11          | 0         | 0              | 0               | 3       | 185             | 13e               | Champion          |
| 2024   | Tatuus-Cosworth MSV-022 | James Hedley†    | 14          | 0         | 0              | 0               | 2       | 151             | 15e               | Champion          |
| 2024   | Tatuus-Cosworth MSV-022 | Freddie Slater   | 3           | 0         | 0              | 0               | 0       | 51              | 22e               | Champion          |
| 2024   | Tatuus-Cosworth MSV-022 | Callum Voisin    | 3           | 0         | 0              | 1               | 1       | 40              | 24e               | Champion          |
| 2025   | Tatuus MSV GB3-025      | Abbi Pulling     | 0           | 0         | 0              | 0               | 0       | 0               | -                 | -                 |
| 2025   | Tatuus MSV GB3-025      | Gianmarco Pradel | 0           | 0         | 0              | 0               | 0       | 0               | -                 | -                 |
| 2025   | Tatuus MSV GB3-025      | Alex Ninovic     | 0           | 0         | 0              | 0               | 0       | 0               | -                 | -                 |

### Résultats en Formule 3 Européenne
| Saison | Voiture            | Pilotes            | GP disputés | Victoires | Pole positions | Records du tour | Podiums | Points inscrits | Classement pilote | Classement équipe |
| ------ | ------------------ | ------------------ | ----------- | --------- | -------------- | --------------- | ------- | --------------- | ----------------- | ----------------- |
| 2012   | Dallara-Volkswagen | Carlos Sainz Jr.   | 20          | 1         | 2              | 2               | 5       | 161             | 5e                | pas de classement |
| 2012   | Dallara-Volkswagen | William Buller     | 16          | 0         | 0              | 1               | 5       | 137             | 6e                | pas de classement |
| 2012   | Dallara-Volkswagen | Jazeman Jaafar     | 12          | 0         | 0              | 0               | 4       | 0               | non classé        | pas de classement |
| 2012   | Dallara-Volkswagen | Harry Tincknell    | 8           | 0         | 0              | 0               | 0       | 0               | non classé        | pas de classement |
| 2012   | Dallara-Volkswagen | Jack Harvey        | 6           | 0         | 0              | 0               | 0       | 0               | non classé        | pas de classement |
| 2012   | Dallara-Volkswagen | Pietro Fantin      | 6           | 0         | 0              | 0               | 0       | 0               | non classé        | pas de classement |
| 2012   | Dallara-Volkswagen | Richard Bradley    | 2           | 0         | 0              | 0               | 0       | 0               | non classé        | pas de classement |
| 2012   | Dallara-Volkswagen | Felipe Nasr        | 2           | 0         | 0              | 0               | 0       | 0               | non classé        | pas de classement |
| 2013   | Dallara-Volkswagen | Harry Tincknell    | 30          | 1         | 2              | 0               | 2       | 227             | 5e                | 3e                |
| 2013   | Dallara-Volkswagen | Jordan King        | 30          | 0         | 0              | 1               | 4       | 176             | 6e                | 3e                |
| 2013   | Dallara-Volkswagen | Nicholas Latifi    | 30          | 0         | 0              | 0               | 0       | 45              | 15e               | 3e                |
| 2013   | Dallara-Volkswagen | Jann Mardenborough | 30          | 0         | 0              | 0               | 0       | 12              | 21e               | 3e                |
| 2013   | Dallara-Volkswagen | Daniil Kvyat       | 21          | 1         | 5              | 1               | 7       | 158             | inéligible        | 3e                |
| 2013   | Dallara-Volkswagen | Nick Cassidy       | 3           | 0         | 0              | 0               | 0       | 0               | non classé        | 3e                |
| 2014   | Dallara-Volkswagen | Jordan King        | 33          | 0         | 0              | 0               | 7       | 217             | 7e                | 5e                |
| 2014   | Dallara-Volkswagen | Jake Dennis        | 33          | 0         | 0              | 0               | 3       | 174             | 9e                | 5e                |
| 2014   | Dallara-Volkswagen | Ed Jones           | 21          | 0         | 0              | 0               | 2       | 70              | 13e               | 5e                |
| 2015   | Dallara-Volkswagen | Tatiana Calderón   | 33          | 0         | 0              | 0               | 0       | 0               | 27e               | 4e                |
| 2015   | Dallara-Volkswagen | George Russell     | 33          | 1         | 0              | 0               | 3       | 203             | 6e                | 4e                |
| 2015   | Dallara-Volkswagen | Callum Ilott       | 33          | 0         | 0              | 0               | 1       | 65,5            | 12e               | 4e                |
| 2016   | Dallara-Volkswagen | Alessio Lorandi    | 21          | 1         | 1              | 1               | 2       | 96              | 14e               | 6e                |
| 2016   | Dallara-Volkswagen | Ryan Tveter        | 18          | 0         | 0              | 0               | 0       | 25              | 17e               | 6e                |
| 2016   | Dallara-Volkswagen | Zhi Cong Li        | 10          | 0         | 0              | 0               | 0       | 0               | 23e               | 6e                |
| 2016   | Dallara-Volkswagen | Weiron Tan         | 9           | 0         | 0              | 0               | 0       | 0               | 25e               | 6e                |
| 2016   | Dallara-Volkswagen | Raoul Hyman        | 3           | 0         | 0              | 0               | 0       | 1               | 22e               | 6e                |
| 2016   | Dallara-Volkswagen | Jake Hughes        | 3           | 0         | 0              | 0               | 1       | 27              | 16e               | 6e                |
| 2016   | Dallara-Volkswagen | William Buller     | 3           | 0         | 0              | 0               | 0       | 0               | 24e               | 6e                |
| 2016   | Dallara-Volkswagen | Dan Ticktum        | 3           | 0         | 0              | 0               | 0       | 0               | non classé        | 6e                |
| 2016   | Dallara-Volkswagen | Lando Norris       | 3           | 0         | 0              | 0               | 0       | 0               | non classé        | 6e                |
| 2017   | Dallara-Volkswagen | Jehan Daruvala     | 30          | 1         | 1              | 0               | 3       | 191             | 6e                | 2e                |
| 2017   | Dallara-Volkswagen | Lando Norris       | 30          | 9         | 8              | 8               | 20      | 441             | Champion          | 2e                |
| 2017   | Dallara-Volkswagen | Ferdinand Habsburg | 30          | 1         | 0              | 2               | 4       | 187             | 7e                | 2e                |
| 2017   | Dallara-Volkswagen | Jake Dennis        | 9           | 0         | 0              | 0               | 1       | 41              | 17e               | 2e                |
| 2017   | Dallara-Volkswagen | Ameya Vaidyanathan | 9           | 0         | 0              | 0               | 0       | 0               | 22e               | 2e                |
| 2017   | Dallara-Volkswagen | Devlin DeFrancesco | 6           | 0         | 0              | 0               | 0       | 0               | non classé        | 2e                |
| 2017   | Dallara-Volkswagen | Sacha Fenestraz    | 3           | 0         | 0              | 0               | 0       | 1               | 20e               | 2e                |
| 2018   | Dallara-Volkswagen | Jehan Daruvala     | 30          | 1         | 1              | 1               | 5       | 136,5           | 10e               | 4e                |
| 2018   | Dallara-Volkswagen | Sacha Fenestraz    | 30          | 1         | 2              | 1               | 2       | 121             | 11e               | 4e                |
| 2018   | Dallara-Volkswagen | Nikita Troitskiy   | 30          | 1         | 0              | 2               | 1       | 37              | 15e               | 4e                |
| 2018   | Dallara-Volkswagen | Ameya Vaidyanathan | 30          | 0         | 0              | 0               | 0       | 0               | 23e               | 4e                |
| 2018   | Dallara-Volkswagen | Ferdinand Habsburg | 30          | 0         | 0              | 2               | 1       | 87              | 13e               | 4e                |
| 2018   | Dallara-Volkswagen | Julian Hanses      | 21          | 0         | 0              | 0               | 0       | 7               | 19e               | 4e                |
| 2018   | Dallara-Volkswagen | Devlin DeFrancesco | 6           | 0         | 0              | 0               | 0       | 0               | 25e               | 4e                |

## Résultats en Formule 4

### Championnat d'Espagne de Formule 4
| Saison | Voiture        | Pilotes          | GP disputés | Victoires | Pole positions | Records du tour | Podiums | Points inscrits | Classement pilote | Classement équipe |
| ------ | -------------- | ---------------- | ----------- | --------- | -------------- | --------------- | ------- | --------------- | ----------------- | ----------------- |
| 2024   | Tatuus F4-T421 | Thomas Strauven  | 18          | 1         | 1              | 2               | 5       | 122             | 7e                | 5e                |
| 2024   | Tatuus F4-T421 | Peter Bouzinelos | 21          | 0         | 0              | 0               | 0       | 21              | 16e               | 5e                |
| 2024   | Tatuus F4-T421 | Alex Ninovic     | 3           | 0         | 0              | 0               | 0       | 4               | 22e               | 5e                |
| 2024   | Tatuus F4-T421 | Preston Lambert  | 11          | 0         | 0              | 0               | 0       | 0               | 32e               | 5e                |
| 2024   | Tatuus F4-T421 | Chase Fernandez  | 6           | 0         | 0              | 0               | 0       | 0               | NC                | 5e                |
| 2024   | Tatuus F4-T421 | Ary Bansal       | 3           | 0         | 0              | 0               | 0       | 0               | NC                | 5e                |
| 2025   | Tatuus F4-T421 | Emma Felbermayr  | 0           | 0         | 0              | 0               | 0       | 0               | -                 | -                 |
| 2025   | Tatuus F4-T421 | Kyuho Lee        | 0           | 0         | 0              | 0               | 0       | 0               | -                 | -                 |
| 2025   | Tatuus F4-T421 | Nathan Tye       | 0           | 0         | 0              | 0               | 0       | 0               | -                 | -                 |

### Championnat de Grande-Bretagne de Formule 4
| Saison | Voiture        | Pilotes       | GP disputés | Victoires | Pole positions | Records du tour | Podiums | Points inscrits | Classement pilote | Classement équipe |
| ------ | -------------- | ------------- | ----------- | --------- | -------------- | --------------- | ------- | --------------- | ----------------- | ----------------- |
| 2024   | Tatuus F4-T421 | Alex Ninovic  | 30          | 5         | 4              | 5               | 18      | 357             | 2e                | 2e                |
| 2024   | Tatuus F4-T421 | James Higgins | 30          | 2         | 1              | 0               | 7       | 268.5           | 4e                | 2e                |
| 2024   | Tatuus F4-T421 | Jack Sherwood | 29          | 0         | 0              | 1               | 8       | 230             | 5e                | 2e                |
| 2024   | Tatuus F4-T421 | Abbi Pulling  | 23          | 1         | 0              | 1               | 3       | 130             | 7e                | 2e                |
| 2025   | Tatuus F4-T421 | Ella Lloyd    | 0           | 0         | 0              | 0               | 0       | 0               | -                 | -                 |
| 2025   | Tatuus F4-T421 | James Piszcyk | 0           | 0         | 0              | 0               | 0       | 0               | -                 | -                 |

## Résultats en F1 Academy
| Saison | Voiture       | Pilotes         | GP disputés | Victoires | Pole positions | Records du tour | Podiums | Points inscrits | Classement pilote | Classement équipe |
| ------ | ------------- | --------------- | ----------- | --------- | -------------- | --------------- | ------- | --------------- | ----------------- | ----------------- |
| 2023   | Tatuus-Abarth | Abbi Pulling    | 21          | 0         | 2              | 4               | 7       | 175             | 5e                | 3e                |
| 2023   | Tatuus-Abarth | Jessica Edgar   | 21          | 1         | 1              | 1               | 4       | 114             | 8e                | 3e                |
| 2023   | Tatuus-Abarth | Megan Gilkes    | 21          | 0         | 0              | 0               | 0       | 31              | 13e               | 3e                |
| 2024   | Tatuus-Abarth | Lola Lovinfosse | 14          | 0         | 0              | 0               | 0       | 19              | 14e               | 2e                |
| 2024   | Tatuus-Abarth | Abbi Pulling    | 14          | 9         | 10             | 6               | 14      | 338             | Championne        | 2e                |
| 2024   | Tatuus-Abarth | Jessica Edgar   | 14          | 0         | 0              | 0               | 0       | 28              | 13e               | 2e                |
| 2025   | Tatuus-Abarth | Emma Felbermayr | 0           | 0         | 0              | 0               | 0       | 0               | -                 | -                 |
| 2025   | Tatuus-Abarth | Ella Lloyd      | 0           | 0         | 0              | 0               | 0       | 0               | -                 | -                 |
| 2025   | Tatuus-Abarth | TBA             | 0           | 0         | 0              | 0               | 0       | 0               | -                 | -                 |

## Résultats en Euroformula Open
| Saison | Voiture            | Pilotes             | GP disputés | Victoires | Pole positions | Records du tour | Podiums | Points inscrits | Classement pilote | Classement équipe |
| ------ | ------------------ | ------------------- | ----------- | --------- | -------------- | --------------- | ------- | --------------- | ----------------- | ----------------- |
| 2016   | Dallara-Toyota     | Keyvan Andres Soori | 16          | 0         | 0              | 0               | 0       | 42              | 12e               | 4e                |
| 2016   | Dallara-Toyota     | Colton Herta        | 16          | 4         | 5              | 4               | 7       | 199             | 3e                | 4e                |
| 2016   | Dallara-Toyota     | Ameya Vaidyanathan  | 16          | 0         | 0              | 0               | 0       | 26              | 15e               | 4e                |
| 2017   | Dallara-Toyota     | Tarun Reddy         | 16          | 0         | 0              | 0               | 0       | 22              | 13e               | 2e                |
| 2017   | Dallara-Toyota     | Devlin DeFrancesco  | 16          | 0         | 0              | 0               | 2       | 57              | 6e                | 2e                |
| 2017   | Dallara-Toyota     | Ameya Vaidyanathan  | 16          | 1         | 0              | 1               | 3       | 94              | 3e                | 2e                |
| 2018   | Dallara-Toyota     | Cameron Das         | 16          | 0         | 0              | 1               | 4       | 159             | 5e                | 2e                |
| 2018   | Dallara-Toyota     | Matheus Iorio       | 16          | 0         | 0              | 0               | 5       | 178             | 4e                | 2e                |
| 2018   | Dallara-Toyota     | Dev Gore            | 8           | 0         | 0              | 0               | 0       | 11              | 17e               | 2e                |
| 2019   | Dallara-Volkswagen | Teppei Natori       | 14          | 1         | 2              | 1               | 3       | 115             | 6e                | 2e                |
| 2019   | Dallara-Volkswagen | Christian Hahn      | 18          | 0         | 0              | 0               | 0       | 84              | 10e               | 2e                |
| 2019   | Dallara-Volkswagen | Billy Monger        | 18          | 1         | 1              | 0               | 2       | 89              | 9e                | 2e                |
| 2019   | Dallara-Volkswagen | Nicolai Kjærgaard   | 18          | 0         | 0              | 1               | 5       | 111             | 7e                | 2e                |
| 2019   | Dallara-Volkswagen | Ido Cohen           | 4           | 0         | 0              | 0               | 0       | 0               | non classé        | 2e                |
| 2019   | Dallara-Volkswagen | Nobuharu Matsushita | 2           | 0         | 1              | 1               | 1       | 20              | 18e               | 2e                |
| 2020   | Dallara-Volkswagen | Ido Cohen           | 18          | 0         | 0              | 0               | 2       | 114             | 7e                | 4e                |
| 2020   | Dallara-Volkswagen | Zane Maloney        | 18          | 0         | 0              | 0               | 2       | 113             | 8e                | 4e                |
| 2020   | Dallara-Volkswagen | Ben Barnicoat       | 2           | 1         | 1              | 0               | 2       | 41              | 13e               | 4e                |
| 2021   | Dallara-Volkswagen | Enzo Trulli †       | 21          | 0         | 0              | 1               | 3       | 144             | 7e                | 4e                |
| 2021   | Dallara-Volkswagen | Christian Mansell † | 9           | 0         | 0              | 0               | 1       | 79              | 11e               | 4e                |
| 2021   | Dallara-Volkswagen | Brad Benavides      | 9           | 0         | 0              | 0               | 0       | 39              | 13e               | 4e                |

- † Trulli et Mansell ont piloté pour d'autres écuries durant la saison.

## Résultats en Formula Renault 3.5
| Saison | Voiture         | Pilotes             | GP disputés | Victoires | Pole positions | Records du tour | Podiums | Points inscrits | Classement pilote | Classement équipe |
| ------ | --------------- | ------------------- | ----------- | --------- | -------------- | --------------- | ------- | --------------- | ----------------- | ----------------- |
| 2003   | Dallara-Nissan  | Narain Karthikeyan  | 18          | 0         | 0              | 0               | 4       | 121             | 4e                | 4e                |
| 2003   | Dallara-Nissan  | Bruce Jouanny       | 18          | 0         | 2              | 0               | 2       | 62              | 10e               | 4e                |
| 2004   | Dallara-Nissan  | Tiago Monteiro      | 18          | 5         | 4              | 2               | 9       | 154             | 2e                | 2e                |
| 2004   | Dallara-Nissan  | Olivier Pla         | 18          | 1         | 0              | 0               | 2       | 66              | 9e                | 2e                |
| 2005   | Dallara-Renault | Andreas Zuber       | 16          | 1         | 1              | 4               | 4       | 73              | 6e                | 4e                |
| 2005   | Dallara-Renault | Will Power          | 13          | 2         | 3              | 0               | 4       | 64              | 7e                | 4e                |
| 2005   | Dallara-Renault | Giorgio Mondini     | 2           | 0         | 0              | 0               | 0       | 0               | 24e               | 4e                |
| 2006   | Dallara-Renault | Mikhaïl Aleshin     | 17          | 0         | 1              | 0               | 2       | 41              | 11e               | 4e                |
| 2006   | Dallara-Renault | Adrian Zaugg        | 6           | 0         | 1              | 0               | 2       | 33              | 13e               | 4e                |
| 2006   | Dallara-Renault | Sebastian Vettel    | 3           | 2         | 1              | 0               | 2       | 28              | 15e               | 4e                |
| 2006   | Dallara-Renault | Colin Fleming       | 4           | 0         | 0              | 0               | 0       | 19              | 18e               | 4e                |
| 2006   | Dallara-Renault | Gavin Cronje        | 2           | 0         | 0              | 0               | 0       | 0               | 33e               | 4e                |
| 2007   | Dallara-Renault | Sebastian Vettel    | 7           | 1         | 1              | 1               | 4       | 74              | 5e                | 3e                |
| 2007   | Dallara-Renault | Mikhaïl Aleshin     | 17          | 1         | 1              | 0               | 1       | 44              | 12e               | 3e                |
| 2007   | Dallara-Renault | Michael Ammermüller | 5           | 0         | 1              | 0               | 0       | 12              | 22e               | 3e                |
| 2007   | Dallara-Renault | Robert Wickens      | 4           | 0         | 0              | 0               | 0       | 6               | 25e               | 3e                |
| 2008   | Dallara-Renault | Mikhaïl Aleshin     | 16          | 0         | 0              | 0               | 3       | 73              | 5e                | 5e                |
| 2008   | Dallara-Renault | Robert Wickens      | 17          | 1         | 1              | 3               | 4       | 55              | 12e               | 5e                |
| 2009   | Dallara-Renault | Oliver Turvey       | 17          | 1         | 2              | 0               | 5       | 93              | 4e                | 2e                |
| 2009   | Dallara-Renault | Jaime Alguersuari   | 17          | 1         | 1              | 1               | 3       | 88              | 6e                | 2e                |
| 2010   | Dallara-Renault | Mikhaïl Aleshin     | 17          | 3         | 1              | 2               | 8       | 138             | 1er               | 3e                |
| 2010   | Dallara-Renault | Josef Newgarden     | 16          | 0         | 1              | 0               | 0       | 13              | 19e               | 3e                |
| 2011   | Dallara-Renault | Robert Wickens      | 17          | 5         | 7              | 4               | 10      | 241             | 1er               | 1er               |
| 2011   | Dallara-Renault | Jean-Éric Vergne    | 17          | 5         | 4              | 1               | 9       | 232             | 2e                | 1er               |
| 2012   | Dallara-Zytek   | Kevin Magnussen     | 17          | 1         | 3              | 0               | 3       | 106             | 7e                | 5e                |
| 2012   | Dallara-Zytek   | Will Stevens        | 17          | 0         | 0              | 0               | 1       | 59              | 12e               | 5e                |
| 2013   | Dallara-Zytek   | Carlos Huertas      | 17          | 1         | 0              | 1               | 1       | 30              | 14e               | 11e               |
| 2013   | Dallara-Zytek   | Jazeman Jaafar      | 15          | 0         | 0              | 0               | 1       | 24              | 17e               | 11e               |
| 2015   | Dallara-Zytek   | Sean Gelael         | 9           | 0         | 0              | 0               | 0       | 4               | 18e               | 4e                |
| 2015   | Dallara-Zytek   | Tom Dillmann        | 9           | 0         | 0              | 0               | 1       | 69              | 6e                | 4e                |

## Résultats en GP2 Series
| Saison | Voiture            | Pilotes            | GP disputés | Victoires | Pole positions | Records du tour | Points inscrits | Classement pilote | Classement équipe |
| ------ | ------------------ | ------------------ | ----------- | --------- | -------------- | --------------- | --------------- | ----------------- | ----------------- |
| 2011   | Dallara-Mecachrome | Max Chilton        | 18          | 0         | 0              | 0               | 4               | 20e               | 13e               |
| 2011   | Dallara-Mecachrome | Mikhail Aleshin    | 6           | 0         | 0              | 0               | 0               | 32e               | 13e               |
| 2011   | Dallara-Mecachrome | Oliver Turvey      | 2           | 0         | 0              | 0               | 0               | 25e               | 13e               |
| 2011   | Dallara-Mecachrome | Álvaro Parente     | 8           | 0         | 0              | 0               | 8               | 16e               | 13e               |
| 2012   | Dallara-Mecachrome | Max Chilton        | 24          | 2         | 2              | 0               | 169             | 4e                | 5e                |
| 2012   | Dallara-Mecachrome | Rio Haryanto       | 24          | 0         | 1              | 1               | 38              | 14e               | 5e                |
| 2013   | Dallara-Mecachrome | Felipe Nasr        | 22          | 0         | 0              | 0               | 154             | 4e                | 2e                |
| 2013   | Dallara-Mecachrome | Jolyon Palmer      | 22          | 2         | 1              | 2               | 119             | 7e                | 2e                |
| 2014   | Dallara-Mecachrome | Felipe Nasr        | 22          | 4         | 1              | 2               | 224             | 3e                | 2e                |
| 2014   | Dallara-Mecachrome | Julián Leal        | 22          | 0         | 0              | 1               | 68              | 10e               | 2e                |
| 2015   | Dallara-Mecachrome | Julián Leal        | 16          | 0         | 0              | 0               | 38              | 14e               | 9e                |
| 2015   | Dallara-Mecachrome | Dean Stoneman      | 5           | 0         | 0              | 0               | 1               | 24e               | 9e                |
| 2015   | Dallara-Mecachrome | Marco Sørensen     | 8           | 0         | 0              | 0               | 0               | 33e               | 9e                |
| 2015   | Dallara-Mecachrome | Johnny Cecotto Jr. | 6           | 0         | 0              | 0               | 0               | 28e               | 9e                |
| 2015   | Dallara-Mecachrome | Sean Gelael        | 8           | 0         | 0              | 0               | 0               | 30e               | 9e                |
| 2015   | Dallara-Mecachrome | Jann Mardenborough | 2           | 0         | 0              | 0               | 0               | 35e               | 9e                |
| 2016   | Dallara-Mecachrome | Sergio Canamasas   | 20          | 0         | 0              | 0               | 17              | 19e               | 10e               |
| 2016   | Dallara-Mecachrome | Marvin Kirchhöfer  | 20          | 0         | 0              | 0               | 21              | 17e               | 10e               |
| 2016   | Dallara-Mecachrome | René Binder        | 2           | 0         | 0              | 0               | 0               | 23e               | 10e               |
| 2016   | Dallara-Mecachrome | Louis Delétraz     | 2           | 0         | 0              | 0               | 0               | 26e               | 10e               |

## Résultats en GP3 Series
| Saison | Voiture         | Pilotes                | GP disputés | Victoires | Pole positions | Records du tour | Podiums | Points inscrits | Classement pilote | Classement équipe |
| ------ | --------------- | ---------------------- | ----------- | --------- | -------------- | --------------- | ------- | --------------- | ----------------- | ----------------- |
| 2010   | Dallara-Renault | Dean Smith             | 16          | 0         | 0              | 0               | 1       | 24              | 7e                | 5e                |
| 2010   | Dallara-Renault | Josef Newgarden        | 16          | 0         | 1              | 0               | 0       | 8               | 18e               | 5e                |
| 2010   | Dallara-Renault | Lucas Foresti          | 10          | 0         | 0              | 0               | 1       | 7               | 19e               | 5e                |
| 2010   | Dallara-Renault | Mikhaïl Aleshin        | 2           | 0         | 0              | 0               | 0       | 0               | 37e               | 5e                |
| 2010   | Dallara-Renault | António Félix da Costa | 4           | 0         | 0              | 0               | 0       | 3               | 26e               | 5e                |
| 2011   | Dallara-Renault | Tom Dillmann           | 2           | 0         | 1              | 0               | 1       | 15              | 14e *             | 9e                |
| 2011   | Dallara-Renault | Conor Daly             | 16          | 0         | 0              | 0               | 0       | 10              | 17e               | 9e                |
| 2011   | Dallara-Renault | Leonardo Cordeiro      | 16          | 0         | 0              | 0               | 0       | 0               | 30e               | 9e                |
| 2011   | Dallara-Renault | Daniel Morad           | 4           | 0         | 0              | 0               | 0       | 0               | 33e               | 9e                |
| 2012   | Dallara-Renault | António Félix da Costa | 16          | 3         | 1              | 6               | 6       | 132             | 3e                | 3e                |
| 2012   | Dallara-Renault | William Buller         | 16          | 1         | 0              | 0               | 1       | 20              | 15e               | 3e                |
| 2012   | Dallara-Renault | Alex Brundle           | 16          | 0         | 0              | 0               | 1       | 19              | 16e               | 3e                |
| 2013   | Dallara-AER     | Nick Yelloly           | 16          | 0         | 0              | 1               | 4       | 107             | 6e                | 4e                |
| 2013   | Dallara-AER     | Alexander Sims         | 6           | 1         | 0              | 1               | 3       | 77              | 8e *              | 4e                |
| 2013   | Dallara-AER     | Eric Lichtenstein      | 10          | 0         | 0              | 0               | 0       | 0               | 22e               | 4e                |
| 2013   | Dallara-AER     | Luís Sá Silva          | 16          | 0         | 0              | 0               | 0       | 0               | 23e               | 4e                |
| 2014   | Dallara-AER     | Alex Lynn              | 18          | 3         | 2              | 3               | 8       | 207             | 1er               | 1er               |
| 2014   | Dallara-AER     | Emil Bernstorff        | 18          | 1         | 0              | 1               | 5       | 134             | 5e                | 1er               |
| 2014   | Dallara-AER     | Luís Sá Silva          | 18          | 0         | 0              | 0               | 0       | 6               | 19e               | 1er               |
| 2015   | Dallara-AER     | Antonio Fuoco          | 18          | 0         | 0              | 0               | 2       | 88              | 6e                | 5e                |
| 2015   | Dallara-AER     | Jann Mardenborough     | 14          | 0         | 0              | 0               | 2       | 58              | 9e                | 5e                |
| 2015   | Dallara-AER     | Adderly Fong           | 2           | 0         | 0              | 0               | 0       | 0               | 23e               | 5e                |
| 2015   | Dallara-AER     | Mitchell Gilbert       | 18          | 0         | 0              | 0               | 0       | 1               | 22e               | 5e                |

* Pilotes engagés avec d'autres équipes pendant la saison. Le classement tient compte de tous les résultats.